# Vince Vieluf
Vincent Ernest „Vince” Vieluf (wym.: wilof; ur. 10 listopada 1970 w Joliet) – amerykański aktor telewizyjny i filmowy. Najbardziej znany jest z roli głupkowatego Blaine’a Cody’ego w komedii Jerry’ego Zuckera Wyścig szczurów (2001) i jako wygadany Barry, bohater sitcomu stacji UPN Miłość z o.o. (2006-2007). Napisał także scenariusz do filmu Order of Chaos (2009), który następnie wyreżyserował.

## Życiorys
Urodził się w małym miasteczku Joliet w stanie Illinois. Wychowywał się w Teksasie, gdzie ukończył Gregory-Portland High School.
Wystąpił m.in. w sitcomie NBC Przyjaciele (2001) jako student Ned, komedii Grind (2003) i dramacie kryminalnym Richarda Loncraine’a Firewall (2006) u boku Harrisona Forda.

## Filmografia

### Filmy
- 1997: On the Edge of Innocence (TV) jako Timothy „Trader” Wells
- 1997: Amerykański wilkołak w Paryżu (An American Werewolf in Paris) jako Brad
- 1998: Martwe gołębie (Clay Pigeons) jako zastępca szereyfa Barney
- 2001: Wyścig szczurów (Rat Race) jako Blaine Cody
- 2003: After School Special (National Lampoon's Barely Legal) jako Tom „Coop” Cooperman
- 2003: Grind jako Matt Jensen
- 2005: Śnieżne historie (Snow Wonder) jako Mario
- 2006: Firewall jako Pim
- 2007: Wielkie kino (Epic Movie) jako Wolverine (Groovy)
- 2009: The Immaculate Conception of Little Dizzle jako O.C.
- 2010: Hysteria jako Gabriel

### Seriale TV
- 1998: Ostry dyżur (ER) jako Bernard Gamely
- 2001: Przyjaciele (Friends) jako Ned Morse
- 2003: CSI: Kryminalne zagadki Las Vegas (CSI: Crime Scene Investigation) jako Connor Foster
- 2005-2006: Miłość z o.o. (Love, Inc.) jako Barry
- 2007: CSI: Kryminalne zagadki Las Vegas (CSI: Crime Scene Investigation) jako Connor Foster
- 2007: CSI: Kryminalne zagadki Miami jako Gil Callem
- 2009: CSI: Kryminalne zagadki Las Vegas (CSI: Crime Scene Investigation) jako Stoner Dude